# 워릭 대학교

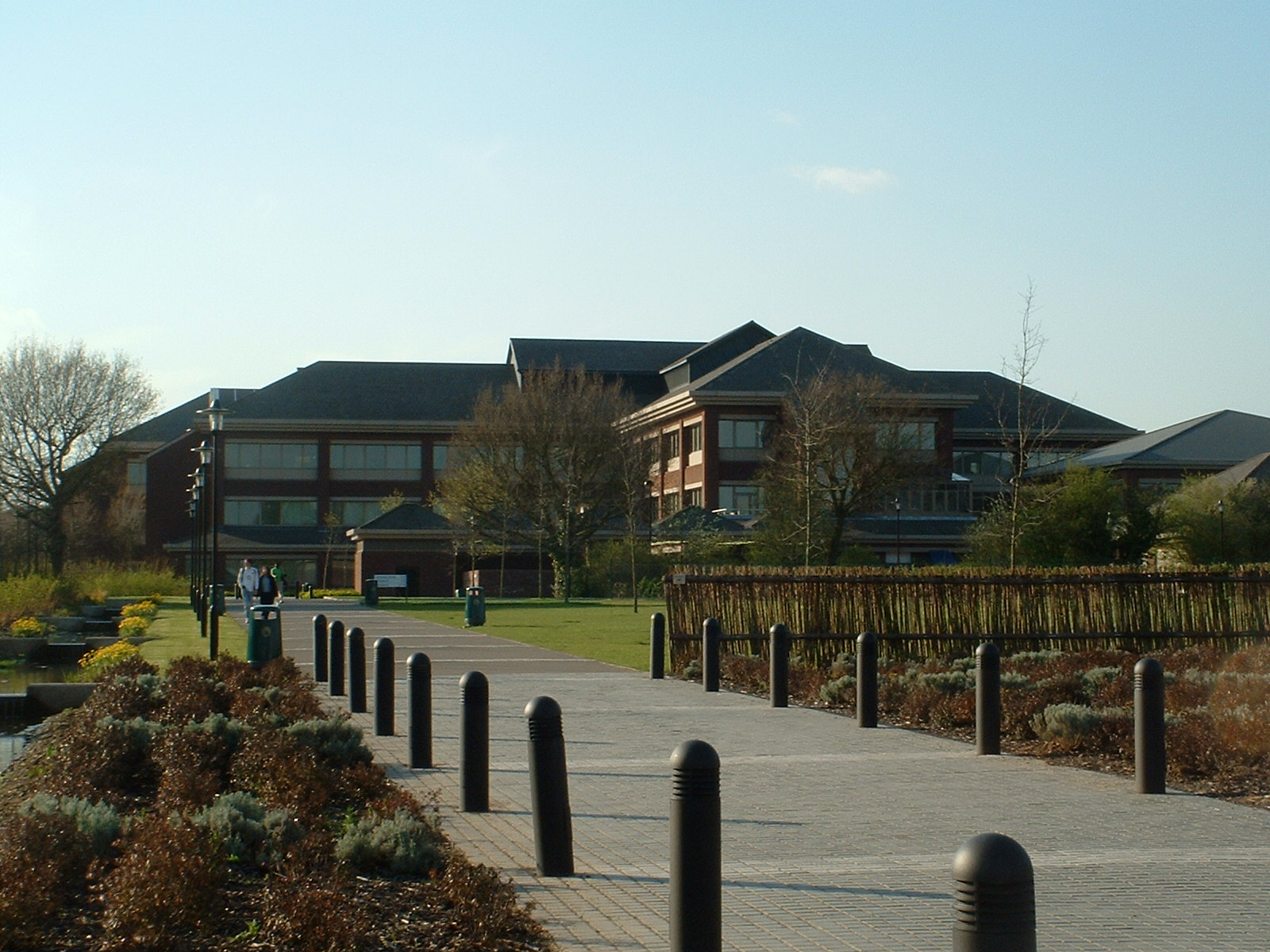

워릭 대학교(University of Warwick)는 영국 잉글랜드 코번트리에 위치한 세계 최고의 명문 종합대학교 중 하나이다. 영국 러셀그룹(Russell Group)에 소속된 대학교로서 1965년 설립되었다.
더 컴플릿 유니버시티 가이드(The Complete University Guide)에 따르면 영국내 경제학 학부순위에서 매년 옥스브릿지를 이어 3위, 영국 가디언지의 대학랭킹에서는 종합 3위(2011)를 기록했으며, QS 세계대학평가 (QS World University Rankings)에서는 종합 50위(2011년)에 랭크되었다. 학부종합순위와 별도로 고용 평판 부문에서는 1위 Harvard, 2위 Oxford, 3위 Cambridge에 이어 MIT 대학과 함께 공동 4위를 기록하였고, 영국 통계처에 따른 '졸업 5년 후 연봉'조사 시 영국 전체 대학 중 3위(2018)로 순위를 올렸다.
또, 워릭 대학교는 영국 내 대학 중에서 가장 넓은 캠퍼스를 보유하고 있으며, 약 120여개의 국적의 학생들로 구성되어 있다. 서울대학교는 2012년에 워릭대학교는 학생교류에 대한 협정을 체결하여 연 5명 이상의 학부생을 향후 3년간 상호 교환하는 교환학생 프로그램을 운영하고 있다.

## 입학 현황
2009년 학부 입학에는 31,983 명이 지원하였고 3,809 명이 합격하여 약 12%의 입학 허가율을 보였다. 입학을 위한 영국 수능 점수인 에이레벨(A-Level) 평균 점수 또한 AAAa로 매년 영국 내 최상위권의 입학성적을 기록하고 있다. 또한 약 16.5%의 학생이 인문계열, 35.7%의 학생이 이공계열, 41.7%의 학생이 사회과학계열, 6.1%의 학생이 의학계열을 전공하고 있다.

## 학교 역사
워릭 대학교는 짧은 역사에도 불구하고 설립 40년 만에 가장 성공한 영국 대학 경영의 성공 사례로 꼽힌다. 2000년 토니 블레어(Anthony Charles Lynton Blair, 1953~) 영국 총리는 이 대학을 방문한 빌 클린턴(Bill Clinton, 1946~) 미국 대통령에게 “워릭 대학교는 역동성과 질(質), 그리고 기업가적 열정을 가진 영국 대학의 표상”이라고 극찬을 하였다.
워릭 대학교는 1965년 영국 왕실로부터 칙허장(Royal charter)을 받으면서 설립됐다. 1979년 코번트리 교육대학(Coventry College of Education)을 합병했다. 1960~1970년대에는 영국에서 활발하게 벌어졌던 학생 운동의 중심지 역할을 했다. 2000년 의학대학을, 2006년 코번트리 대학병원(University Hospital Coventry)을 각각 세웠다.

## 대학 및 학과별 순위
워릭 대학교는 예술학부, 의학부, 과학부, 사회과학부 등 모두 4개 학부 29개의 학위 프로그램으로 구성돼 있다. 특히 40개에 이르는 연구소들의 명성이 높다. 도서관, 코번트리 대학병원 등의 부속 시설을 운영한다. 워릭 대학교는 방학 때마다 기숙사를 호텔로 꾸며 수익 사업을 벌인다. 또 영국 5대 아트센터로 꼽히는 워릭아트센터에는 매년 30만명 관람을 하며, 이를 통해 대학 재정을 충당하는 것으로도 유명하다.
워릭대는 고등교육재정위원회(HEFC)의 2001년 연구수행평가(RAE)에서 100여 개 대학 중 5위를 차지했고 고등교육질평가원(QAA) 평가에서는 24개 학과 중 22개 학과가 ‘우수’(24점 만점에 21점) 이상의 평가를 받았다. 신문방송학, 연극학, 경영학, 경제학, 수학, 회계학, 정치학, 사회학 분야에서 매년 Top 5 안에 랭크되어 각 분야별로 영국 뿐만 아니라 세계적으로도 우수한 평가를 받는다.
영국 3대 경영대학원으로 평가받는 워릭 대학교 산하의 워릭경영대학원 (Warwick Business School, WBS)은 영국에서 LBS, LSE, MBS, Judge, Said 경영대학원 등과 더불어 최고 중 하나로 평가 받는다. 때문에 경제/경영분야 전공자들의 꿈의 직장이라고 할 수 있는 최상위 투자은행에서 가장선호하는 대학 5위, 회계법인 분야에서는 1위로 꼽힌다.
QS 세계 대학 평가 (World University Rankings)에서 2012년 58위, 2011년 50위, 2010년 53위에 각각 랭크되어, 영국내 위상에 비하여 저평가 되고 있다는 평을 듣고 있다.

## 대학 캠퍼스
워릭 대학교의 캠퍼스는 주변 자연경관과 녹지대 비율이 매우 높아 쾌적한 캠퍼스 환경을 제공하고 있으며, 아름다운 고장 워릭셔나 스트래트포트 어폰 에이븐 과 같은 명소와도 인접해 있다. 1개의 메인 도서관과 생물학과 수학과 리서치를 위한 도서관이 따로 배치되어 있으며,메인 도서관에는 100만권의 도서량을 보유하고 있다. 그외 실내 수영장, 실내외 테니스장, 실내 암벽 등반장, 등 타임지에서 별 5개를 부여한 최신식의 스포츠 센터를 보유하고 있다. 특히, 워릭 대학교의 축구장은 2012년 런던올림픽 한국 축국 국가대표의 연습장으로도 사용되었다. 워릭 대학교는 저렴한 가격에 숙소부터 호텔 수준의 최고급 기숙사를 제공하고 있으며, 현재 약 5,800여개의 방을 보유하고 있다. 또한, 넓은 캠퍼스내에서의 학생들의 편의를 위해 오후 7시부터 새벽 2시까지 셔틀버스를 운영하고 있다.

## 관련 인물
- 이일형(李一衡) 한국은행 임원이자 전 금융통화위원회 위원(2016~2020)은 영국 워릭대학교 대학원에서 경제학 박사학위를 취득한 워릭대학교 출신이다.

## 같이 보기
- 애나벨 앰브로스